# 小行星6954
小行星6954（英語：6954 Potemkin）是一颗围绕太阳而公转的小行星。1987年9月4日，柳德米拉·瓦斯列娜·朱然勒娃在克里米亚发现了此天体。
这颗小行星的绝对星等为217.54115等。